# Täby kyrka

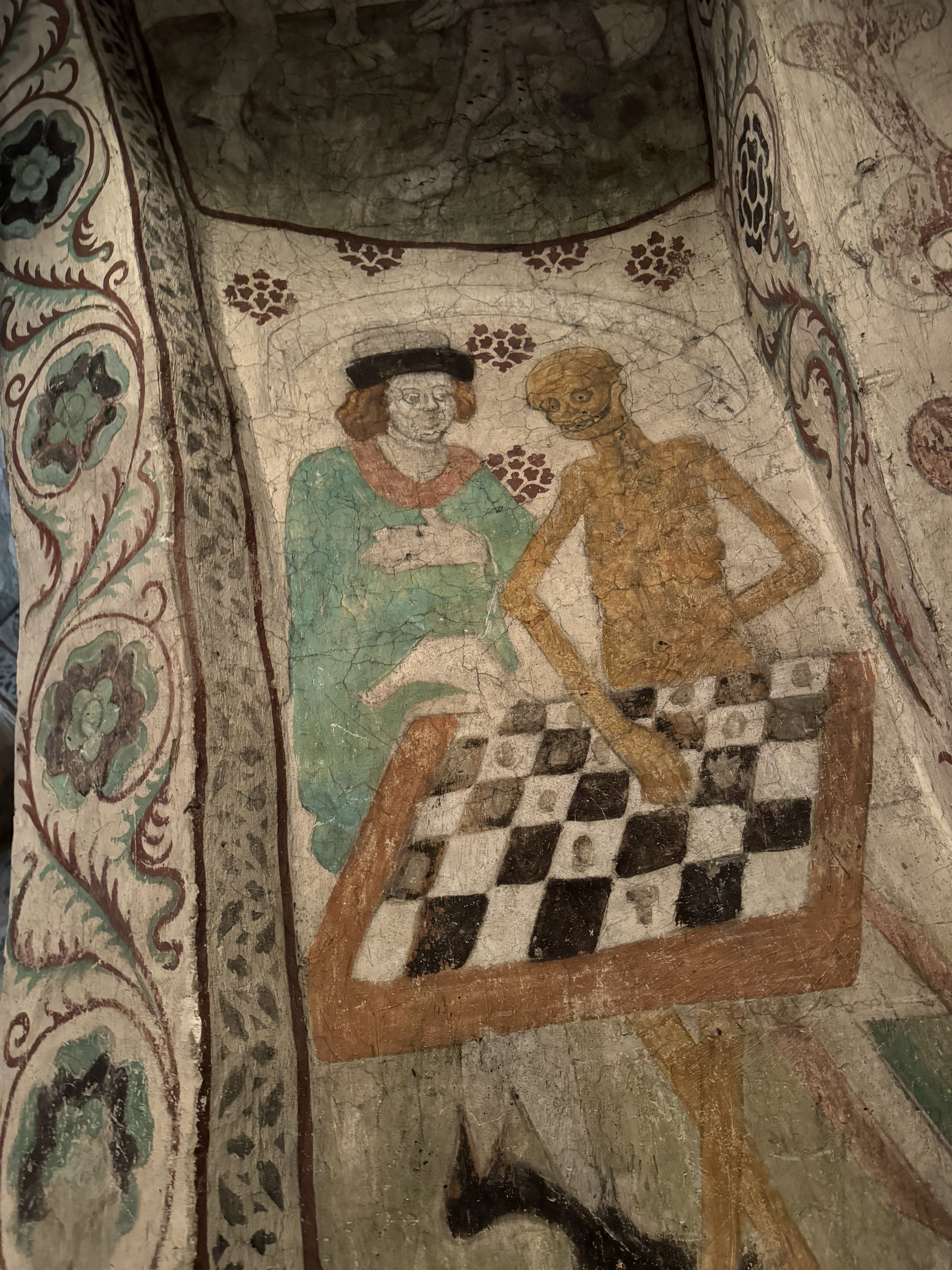
Albertus Pictors målning Döden spelar schack i trappan upp till orgelläktaren. Bilden var en inspiration för Ingmar Bergman i en berömd scen i Det sjunde inseglet.

Täby kyrka ligger i Täby kyrkby i Täby kommun och är församlingskyrka för Täby församling i Stockholms stift. Kyrkan är en stenkyrka byggd som sockenkyrka under den senare delen av 1200-talet. Kyrkan är välkänd för sina välbevarade målningar av Albertus Pictor.

## Historik
Täby finns belagt som ortnamn från 1000-talet på bland annat på runstenarna vid Jarlabankes bro som är byggd över sankmarken vid Täby tä, där tä betyder bro, fägata, bygata eller dylikt. Den nuvarande kyrkan kan mycket väl ha föregåtts av en träkyrka på samma plats. Vissa forskare anser att sakristian skulle kunnat tillhört denna tidigare kyrka och därmed vara äldre än de befintliga långhuset. När kyrkan var färdigbyggd omkring 1280 var hela Täby förenat i en socken, som fått namn efter den by där kyrkan byggdes.
I december 2017 sändes SVT:s julotta från kyrkan.

## Kyrkobyggnaden
Kyrkans kor och långhus uppfördes under mitten eller senare delen av 1200-talet. Under 1300-talet tillkom troligen sakristian. Vapenhuset byggdes någon gång mellan år 1425 och 1460 och då murades en runsten (U 133) in i vapenhusets väggar. Runt år 1475, efter en brand i kyrkan, byggdes långhusets tak om och fyra takvalv slogs.
Kyrkan är skyddad enligt lagen om kulturminnen.

## Inventarier
- Altarskåpet är från 1400-talets slut och är antingen tillverkat i Tyskland eller eventuellt i Sverige med tysk påverkan. Huvudscenen är en Golgatagrupp.[2][6]
- Predikstolen från 1630-talet är tillverkad holländaren Kasper Panten och är en gåva av Karl XI. Predikstolen stod ursprungligen i Slottet Tre Kronors slottskapell.[2][6]
- Orgeln byggdes helt ny 1994[6] av Mats Arvidsson från Stallarholmen, som också har ritat fasaden. Den har 25 stämmor.

## Väggmålningar
Målningarna i taket utfördes på 1480-talet av Albertus Pictor ( Albrekt Målare), och målningarna i takvalven har aldrig, till skillnad från många andra av hans verk, varit överkalkade.  
Väggmålningarna på långhusväggarna överkalkades däremot på 1700-talet och restaurerades 1931. Målningarna i vapenhuset är utförda av en okänd mästare.
I det närmaste hälften av de 66 bilderna i kyrkans valv har fått sin inspiration från Biblia pauperum, ”De fattigas bibel”, ett bokverk med träsnitt som föreställer scener ur bibeln.
Kyrkans centrala kultbild är Nådastolen, som finns i valvet ovanför altaret. Den mest kända målningen i västvalvet högst upp i trappan upp till orgelläktaren, Döden spelar schack, ett motiv som Ingmar Bergman använde i sin film Det sjunde inseglet.

## Klockstapel
Södra stigluckan uppfördes troligen under 1400-talet och 1763 ersattes en äldre klockstapel. Norra stigluckan nybyggdes 1929.

## Bildgalleri

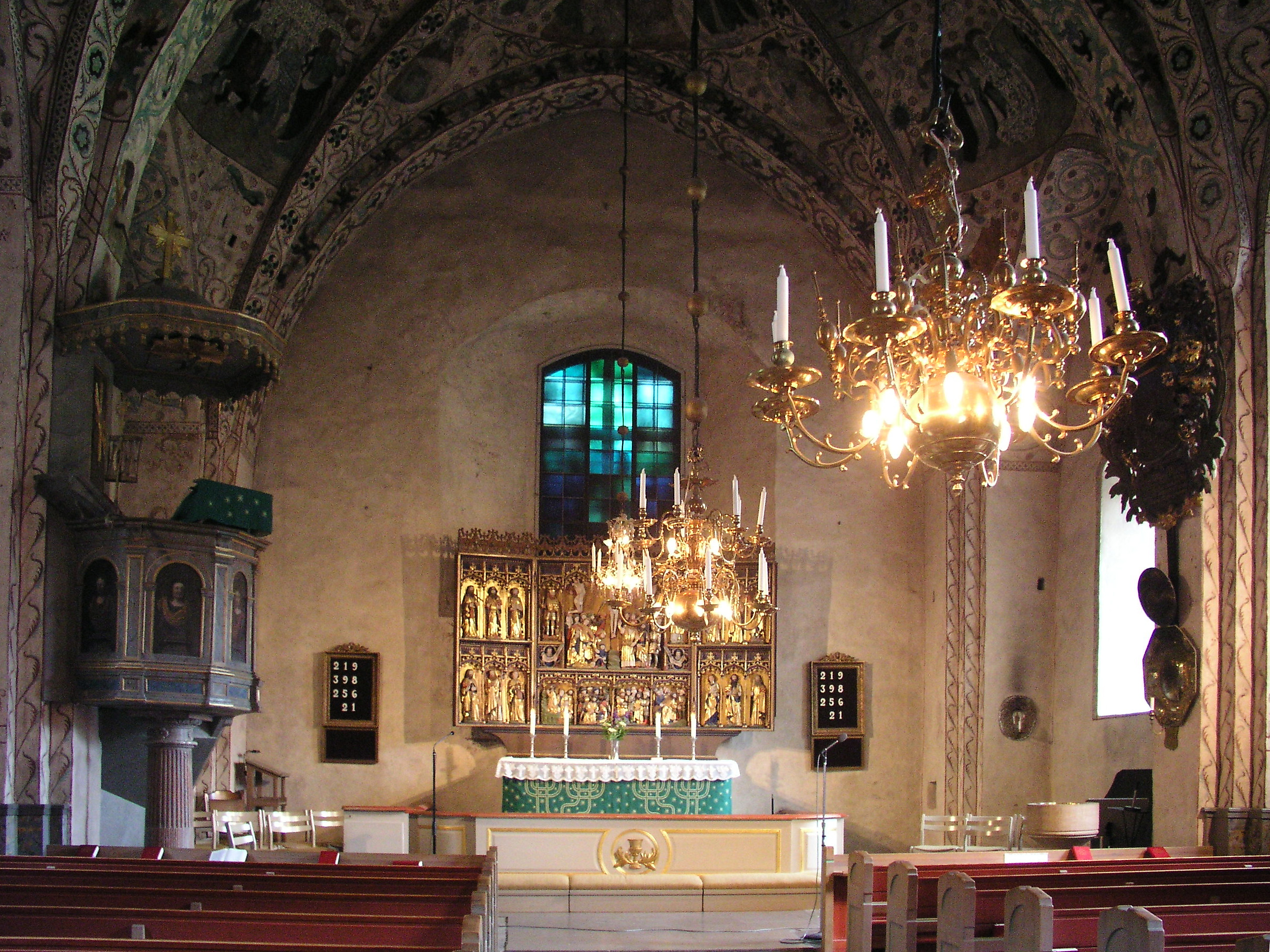
Interiör med altarskåp.
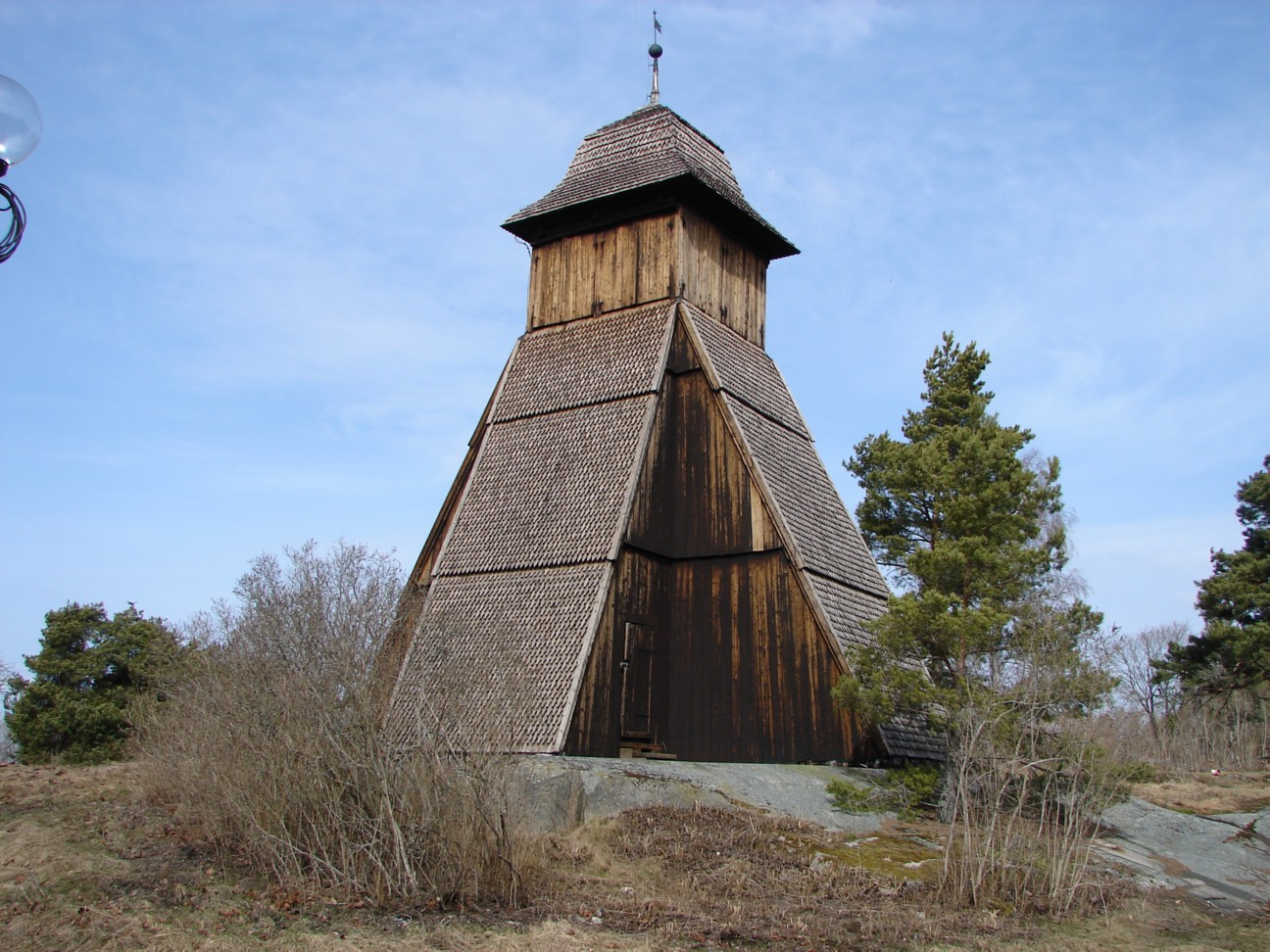
Klockstapeln.
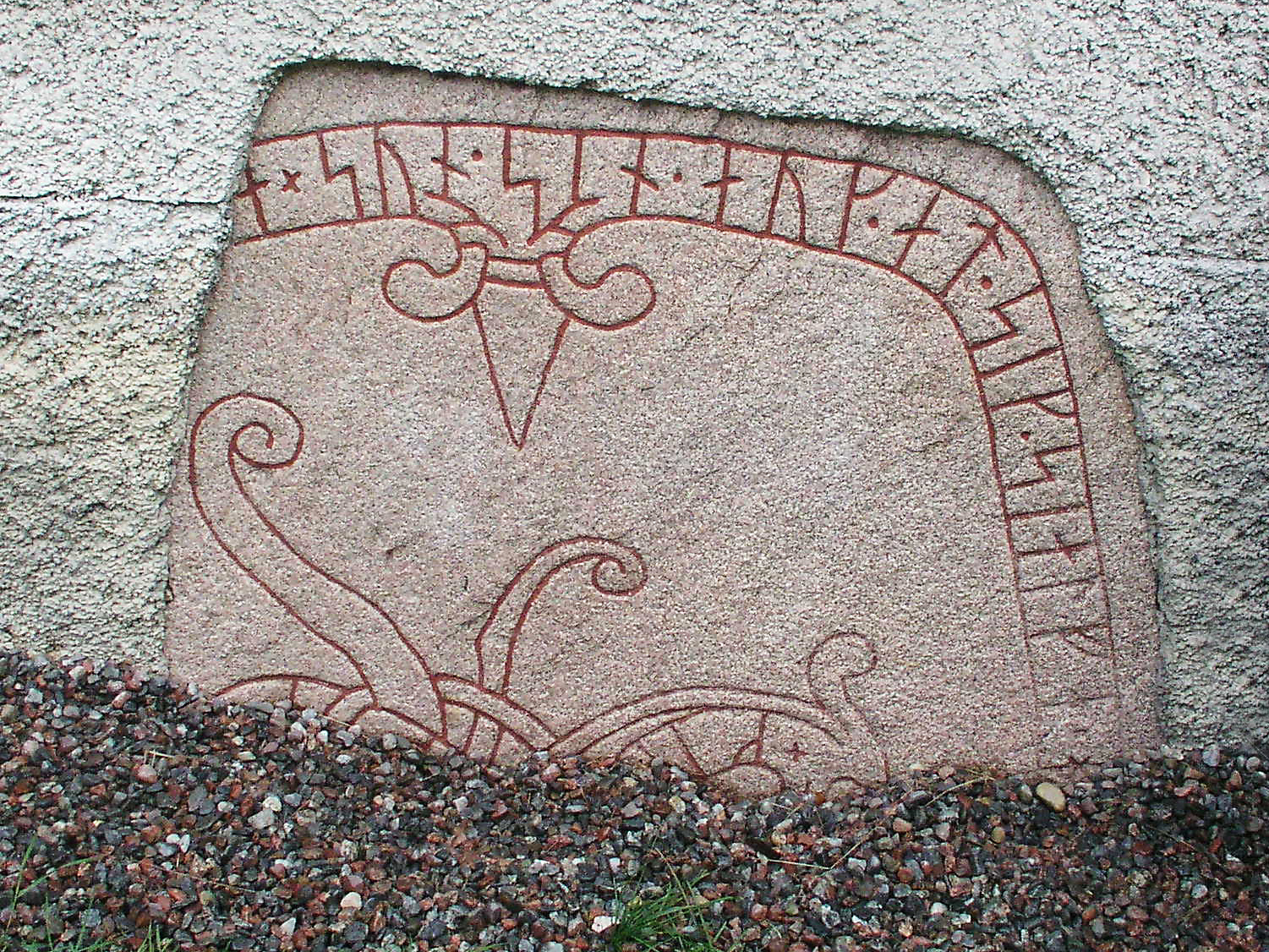
Runsten U 133.
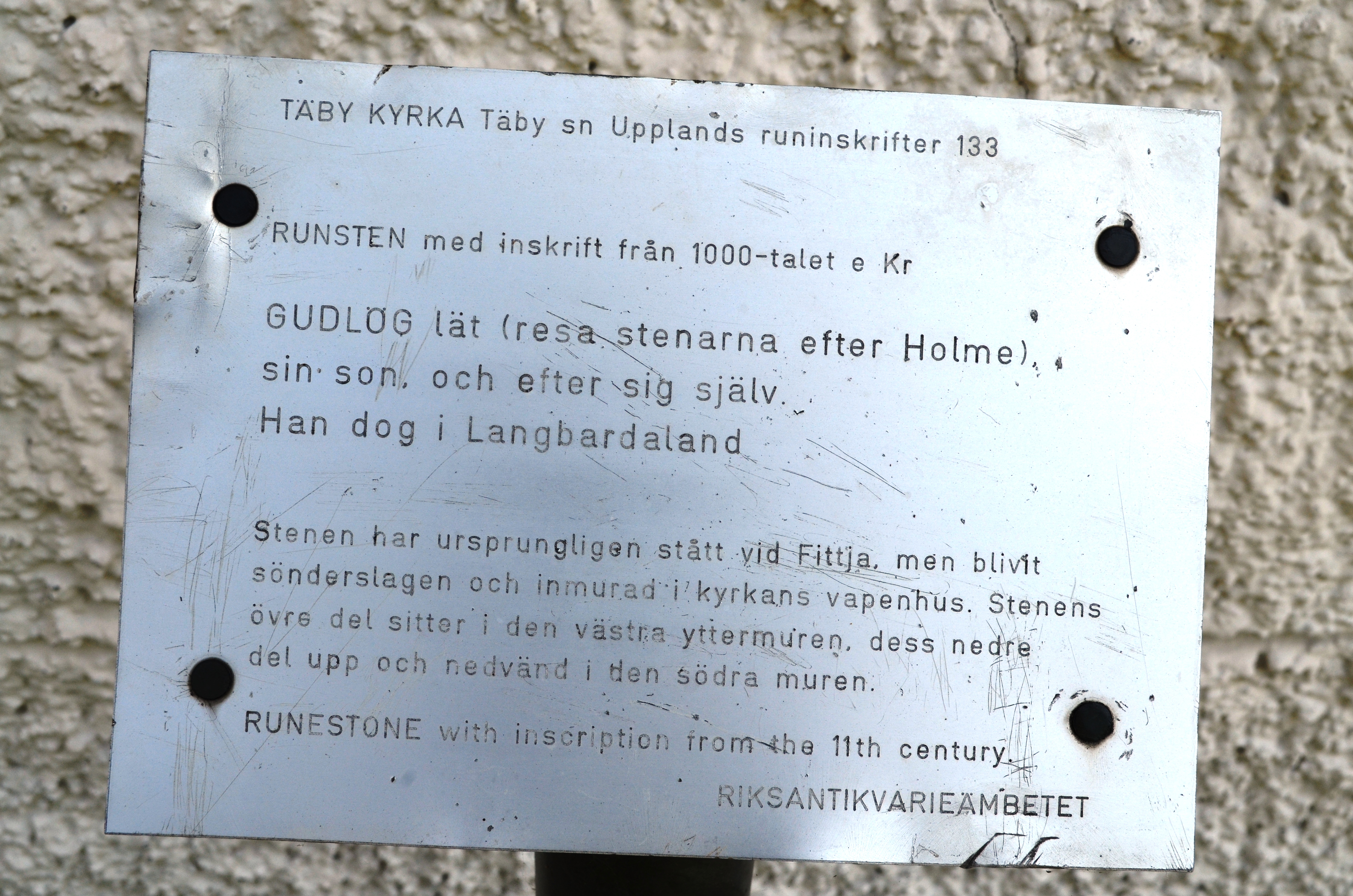
Skylt om runstenen.